# Scapheremaeus emarginatus
Scapheremaeus emarginatus är en kvalsterart som beskrevs av Hammer 1966. Scapheremaeus emarginatus ingår i släktet Scapheremaeus och familjen Cymbaeremaeidae. Inga underarter finns listade i Catalogue of Life.